# Arabowie
Arabowie (arab. ‏عَرَب‎ ’Arab, w pierwotnym znaczeniu: „koczownik”) – grupa ludów pochodzenia semickiego zamieszkująca od czasów starożytnych Półwysep Arabski. Arabowie to ludzie biali. W Afryce można też spotkać zarabizowanych Chamitów o negroidalnym wyglądzie.
Pierwsze wzmianki o Arabach pojawiają się w Biblii już ok. 1000 p.n.e., a w kronikach asyryjskich ok. VII wieku p.n.e. – przez ok. 1600 lat zamieszkiwali głównie rejon Półwyspu Arabskiego, natomiast w VII wieku n.e. rozpoczęli ekspansję i zmieszali się z ludnością mieszkającą na zajętych przez nich terenach, która uległa w znacznej części arabizacji. Najczęstszym wyznaniem wśród Arabów jest islam sunnicki, ale jest również wielu szyitów (głównie w Iranie, Jemenie, Syrii i Libanie) oraz chrześcijan (głównie w Libanie, Syrii i Egipcie).
Często uznaje się Arabów nie za jeden naród, ale za wspólnotę kulturową. Pogląd ten jest spowodowany tym, że większość Arabów jest potomkami ludów podbitych w trakcie arabskich podbojów (m.in. Aramejczyków, Egipcjan, Wandalów, Berberów, zhellenizowanych mieszkańców Bliskiego Wschodu i zromanizowanych mieszkańców północnej Afryki).
Państwami i terytoriami zdominowanymi przez ludność arabską są: Maroko, Mauretania, Sahara Zachodnia, Algieria, Tunezja, Libia, Egipt, Sudan, Arabia Saudyjska, Palestyna (Zachodni Brzeg i Strefa Gazy), Jordania, Liban, Syria, Irak, Kuwejt, Jemen, Katar, Bahrajn, Zjednoczone Emiraty Arabskie oraz Oman. Ocenia się, że obecnie żyje na świecie ponad 500 milionów Arabów, z czego najwięcej w Egipcie (66,8 miliona w 2001 roku). Duża emigracja arabska istnieje m.in. w Stanach Zjednoczonych, Francji, Niemczech i Wenezueli.
Wśród Arabów istnieje podział na Fellahów (ludność osiadłą) i Beduinów (koczowników). Grupy te różnią się między sobą nie tylko stylem życia, ale także obyczajami, a nawet sposobem mówienia.

## Historia
Według przekazów Biblii i Koranu, Arabowie są potomkami Sema. Praojcami tego ludu, według średniowiecznych historyków, byli Kahtan (biblijny Joktan), od którego wywodzą się al-’Arab al-’ariba – mieszkańcy południowej części Półwyspu Arabskiego, posługujący się językiem południowoarabskim – i Adnan, od którego wywodzą się północni Arabowie (musta’riba), pod względem antropologicznym i językowym bardziej zbliżeni do północnych Semitów takich jak Żydzi i Fenicjanie. Migracje Kahtanitów na północ doprowadziły do zlania się obu grup etnicznych w jedną.
Już od początków II tysiąclecia p.n.e. Arabowie tworzyli rozwinięte cywilizacje na względnie bogatym w wodę południowym zachodzie Półwyspu Arabskiego (np. Irem, Saba). Nie ma jednak ciągłości kulturowej między nimi a współczesnymi Arabami, gdyż państwa te upadły pod koniec I tysiąclecia p.n.e. ze względu na zmianę szlaków handlowych z Rzymu do Indii. Także północne obszary, częściowo pod wpływem rozwiniętych kultur Mezopotamii, wytworzyły handlowe państwa (Nabatejczycy, Petra, Gassanidzi). Obszary pustynne zamieszkiwane były natomiast przez pasterskie ludy beduińskie, żyjące bez organizacji państwowej w stanie określanym później jako dżahilijja (okres niewiedzy, ciemności). Struktura społeczna tych ludów opierała się na więziach rodowe (asabijja). Rody prowadziły ze sobą ciągłe wojny. Religia Arabów w tym okresie cechowała się politeizmem, w którym obok najwyższego boga Allaha czczono ciała niebieskie.
Przełomem w rozwoju kultury arabskiej było powstanie islamu i zjednoczenie Półwyspu Arabskiego przez Mahometa. Posługując się często zwyczajami okolic handlowych miast Mekki i Medyny i Koranem (według muzułmanów zesłanym mu przez Allaha) Mahomet zintegrował arabskie prawo i zwyczaje.
Wkrótce po śmierci Mahometa Arabowie pod panowaniem kalifów podbili rozległe regiony – całą Afrykę Północną, Lewant, Mezopotamię, Persję, Turkiestan, część Anatolii, Hiszpanię, Sycylię i Sardynię. Rozpowszechnili swoją kulturę, pismo i język na wszystkie te obszary. Islam jako religia państwa i prawa regulował całe życie społeczne, było jednak wiele znaczących ruchów próbujących zachwiać tymi regułami. Przejęli wiele elementów kultur obcych – szczególnie bizantyjskiej, perskiej i indyjskiej oraz lokalnych wspólnot chrześcijańskich. Chrześcijańscy Arabowie i arabskojęzyczni Żydzi utworzyli własne kultury w obrębie kultury arabskiej. Jednocześnie wystąpiły antagonizmy między rolniczo-miejską a koczowniczą kulturą Arabów.
Państwo kalifów dość szybko (już w X wieku) rozpadło się na wiele wciąż dzielących się części. Pod koniec średniowiecza kultura arabska podupadła, na skutek najazdów tureckich i mongolskich oraz rozwoju ruchów dążących do ściślejszej dominacji religii nad wszystkimi aspektami życia. Arabowie przez wieki znajdowali się w większości pod panowaniem tureckim. Po wyzwoleniu spod niego większość regionów zamieszkanych przez Arabów uległa kolonizacji europejskiej, zwłaszcza francuskiej i angielskiej.
Na przełomie XIX i XX stulecia nastąpiło odrodzenie kultury arabskiej, zwane jako an-nahda. An-Nahda zaczęła się w Egipcie i w Libanie, później przenosząc się również do Iraku i Syrii, podczas gdy kraje Maghrebu i Półwyspu Arabskiego długo pozostały zacofane. Intelektualiści arabscy zapoznali się z osiągnięciami kultury i techniki europejskiej, co doprowadziło do rozkwitu nowatorskiej myśli. Odrzucono opartą na wzorcach starożytnych sformalizowaną poezję. Postulowano również stworzenie świeckich państw na wzór zachodni i ograniczenie roli religii w życiu publicznym.
W I połowie XX wieku powstały znane obecnie państwa arabskie. W większości z nich, zwłaszcza rządzący, kierowali się ideologiami nacjonalizmu i socjalizmu. Powstanie Izraela w 1948 roku było odebrane przez Arabów jako klęska, co przyczyniło się do wzrostu nastrojów panarabskich i skłoniło niektóre rządy do sojuszu z ZSRR, postrzeganego jako przeciwwaga dla wsparcia Stanów Zjednoczonych dla Żydów. W II połowie stulecia w wielu krajach arabskich rozpoczęto wydobycie ropy naftowej, co przyczyniło się do rozwoju ekonomicznego i wzrostu prestiżu tych państw na arenie światowej.
Na początku XXI wieku największym problemem z jakim borykają się Arabowie jest działalność organizacji terrorystycznych, opartych na radykalnych ruchach religijnych takich jak wahhabizm, które zyskały na popularności za sprawą rozczarowania Arabów niedemokratycznymi rządami zlaicyzowanych elit.

## Kultura
Arabowie, jak wszystkie ludy Bliskiego Wschodu, są kulturą patriarchalną. Gościnność i odwaga są w tej kulturze dwiema największymi zaletami człowieka. Od czasów Mahometa nieodłącznym elementem tej kultury jest również islam.
Już w czasach przed islamem Arabowie chętnie tworzyli literaturę, choć ze względu na małe upowszechnienie pisma była to głównie twórczość ustna. Plemiona arabskie rozwinęły skomplikowaną, sformalizowaną poezję, w której z reguły opisywano trzy tematy: pustynię, kobietę i wielbłąda. Istniało 16 gatunków poetyckich, znanych jako bihaar (dosłownie ‘morza’; rytm wiersza porównywano do pływów morskich). Najbardziej cenionymi gatunkami były kasyda i rubajjat. Szczytowym osiągnięciem pogańskiej kultury arabskiej są niewątpliwie muallaki – poematy autorów takich jak Imru al-Kajs, Labid ibn Rabia i Antara ibn Szaddad, wyhaftowane złotem na jedwabiu i zawieszone w świątyni Kaaba. Proza cieszyła się mniejszym powodzeniem, choć należy wymienić dzieło historyczne Dni Arabów. Ze względu na koczowniczy styl życia sztuki plastyczne nie były uprawiane na większą skalę.
Średniowiecze było okresem największego rozkwitu kultury arabskiej. Arabowie zdołali przyswoić sobie, rozwinąć i pogodzić z islamem większość osiągnięć kultury hellenistycznej dominującej na podbijanych przez nich obszarach. Zarazem przyswoili sobie wiele osiągnięć kultury indyjskiej. Stworzyli wysoce rozwiniętą filozofię i logikę oraz bogatą literaturę (często opartą na formach beduińskich). Zaczęli też uprawiać naukę – zwłaszcza alchemię, matematykę (za pośrednictwem Arabów Europejczycy zapożyczyli cyfry indyjskie jako cyfry arabskie) i medycynę. Przyswoili sobie dziedzictwo Platona i Arystotelesa, które między innymi dzięki nim przedostało się z powrotem do Europy zachodniej.
Rozwój malarstwa i rzeźby został zahamowany przez czynniki religijne. Islam uważa bowiem, iż wszelkie próby artystycznego przedstawiania postaci ludzkich i zwierzęcych stanowią naigrawanie się z dzieła Allaha i prowadzą do bałwochwalstwa. Teksty szariackie uważają także za grzeszną muzykę, zakaz ten nie był jednak nigdy powszechnie przestrzegany. Na muzykę arabską silnie wpłynęły dwie starożytne kultury: perska i akadyjska. Arabowie słyną z pięknej architektury, ozdabianej motywami geometrycznymi i roślinnymi, oraz wszechobecnej w ich świecie kaligrafii.
Za sprawą uniwersalizmu islamu kultura arabska silnie wpłynęła na kultury Afryki Północnej, Bliskiego Wschodu, Azji Środkowej i Kaukazu.